# Dalnegorsk
Dalnegorsk (russisch Дальнего́рск) ist eine Stadt in der Region Primorje (Russland) mit 33.655 Einwohnern (Stand 1. Oktober 2021).

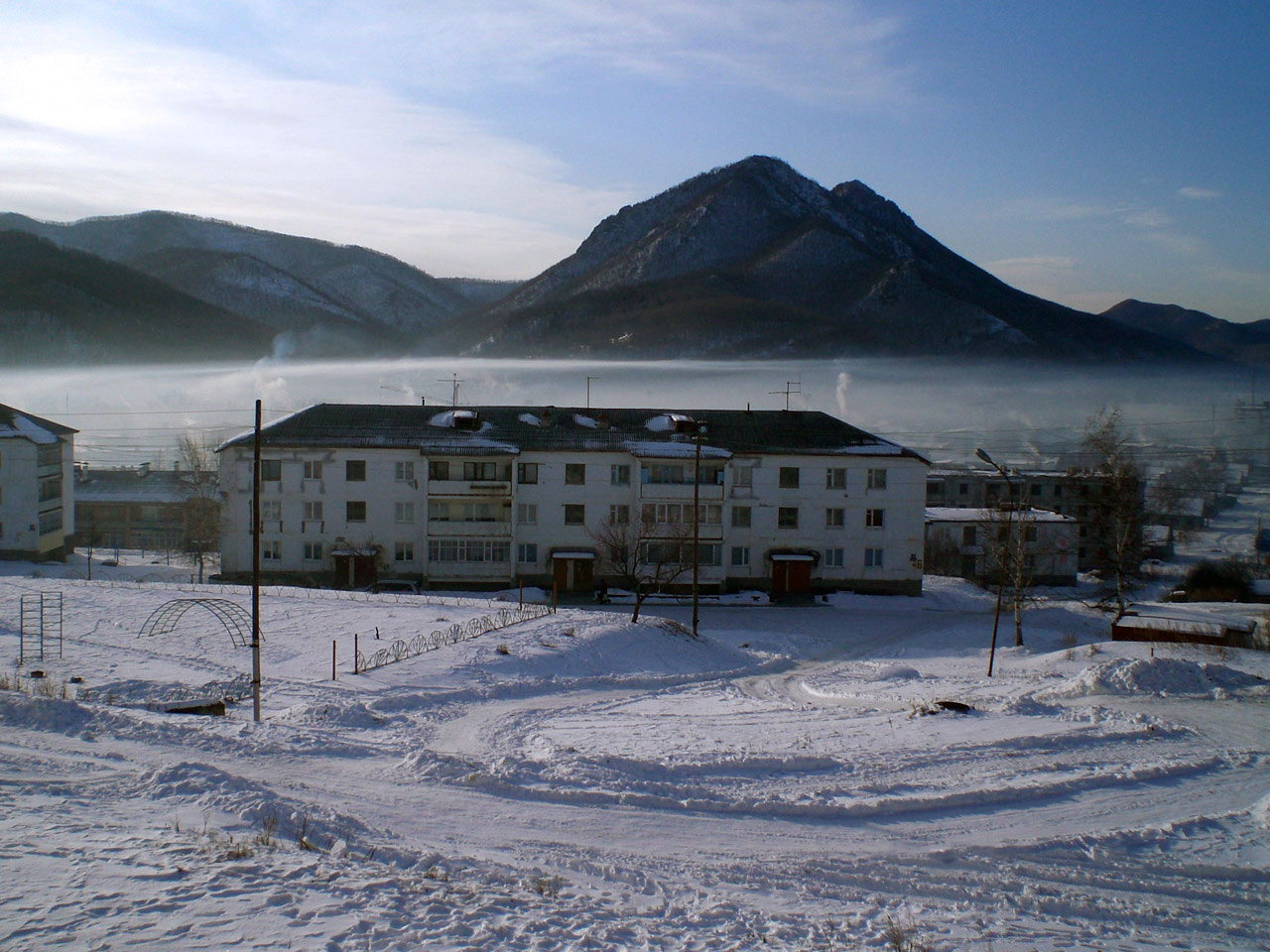
Mikrorajon Goreloje in Dalnegorsk

## Geographie
Die Stadt liegt im südöstlichen Teil des Sichote-Alin etwa 350 km nordöstlich der Regionshauptstadt Wladiwostok, am Fluss Rudnaja, der etwa 30 Kilometer südöstlich der Stadt in das Japanische Meer mündet. Bei der Mündung liegt die Siedlung Rudnaja Pristan.
Die Stadt Dalnegorsk ist Verwaltungssitz eines gleichnamigen Stadtkreises, der aus dem früheren Rajon und der rajonfreien, der Oblast direkt unterstellten Stadt hervorgegangen ist. 
Es besteht eine feste Straßenverbindung in Richtung Wladiwostok. Die Bergwerke bei der heutigen Stadt Dalnegorsk waren seit 1908 mit der Küste und den erzverarbeitenden Betrieben sowie Verladestellen in Tetjuche (ab 1945 Tetjuche-Pristan, seit 1972 Rudnaja Pristan) über die Schmalspurbahn des GMK Dalpolimetall verbunden, deren Hauptstrecke allerdings 2006 abgebaut wurde.

## Geschichte
Der Ort entstand ab 1899 im Tal des heute Rudnaja genannten Flusses Tetjuche (russisch Тетюхе, von chinesisch 野猪河 für Wildschweinfluss), als dort der aus der Schweiz eingewanderte Julius Brynner an Stelle der seit langem bekannten und in geringem Umfang ausgebeuteten Erzvorkommen ein Blei- und Zinkbergwerk errichten ließ. Brynners Sohn Boris behielt die Konzession zum Bergbau bis 1931. Damit war es das am längsten in der Sowjetunion tätige größere private Unternehmen. Boris Brynners Sohn war der amerikanische Schauspieler Yul Brynner.
Die zunächst größere Ortschaft bei der Mündung des Flusses trug ebenfalls den Namen Tetjuche und erhielt 1930 (nach anderen Angaben erst 1941 mit Bildung/Ausgliederung des Tetjuchinski rajon) den Status einer Siedlung städtischen Typs; die Siedlung beim Bergwerk an Stelle des heutigen Dalnegorsk wurde anfangs als Werchni Rudnik („Oberes Bergwerk“) bezeichnet. Anfang der 1940er-Jahre wurden das Bergwerk und die zugehörigen Erzverarbeitungseinrichtungen erheblich ausgebaut. Die in diesem Zusammenhang stark gewachsene zugehörige Ortschaft erhielt 1945 ebenfalls den Status einer Siedlung städtischen Typs, übernahm den Namen Tetjuche und wurde Verwaltungssitz des Rajons, während das ursprüngliche Tetjuche an der Küste in Tetjuche-Pristan („Tetjuche-Anlegestelle“) umbenannt wurde.
1972 erfolgte im Rahmen einer Kampagne gegen geographische Bezeichnungen chinesischen Ursprungs die Umbenennung in Dalnegorsk (russisch dalni für fern in Bezug auf den Fernen Osten Russlands; -gorsk ist eine Standardendung vieler russischer Städte, vgl. gorod für Stadt, aber hier auch gora für Berg). Gleichzeitig wurden der Fluss Tetjuche in Rudnaja (von russisch ruda für Erz) und die Siedlung Tetjuche-Pristan in Rudnaja Pristan (russisch pristan für Schiffsanlegestelle) umbenannt.
1986 erregte Dalnegorsk einige Aufmerksamkeit durch den sogenannten Höhe-611-UFO-Zwischenfall (englisch „Height 611 UFO Incident“), ein angeblich auf dem Berg Iswestkowaja (oder Höhe 611) in Stadtnähe abgestürztes UFO.
Erst 1989 wurden Dalnegorsk die Stadtrechte verliehen, während Rudnaja Pristan seit 2004 nur noch ländliche Siedlung ist.

### Bevölkerungsentwicklung
| Jahr | Einwohner |
| ---- | --------- |
| 1959 | 16.887    |
| 1970 | 33.506    |
| 1979 | 43.423    |
| 1989 | 49.792    |
| 2002 | 40.069    |
| 2010 | 37.519    |
| 2021 | 33.655    |

Anmerkung: Volkszählungsdaten

## Kultur und Sehenswürdigkeiten
In Dalnegorsk gibt es ein Museums- und Ausstellungszentrum mit Schwerpunkt auf der Natur des Gebietes, insbesondere Mineralien.

## Wirtschaft
Dalnegorsk ist ein wichtiges Bergbauzentrum hauptsächlich für Blei, Zink und Bor. Die hier tätigen Unternehmen sind Bor (gegründet 1965) und Dalpolimetall (Vorgänger gegründet 1895). Hier werden 58 % des russischen Bleis gefördert.
Laut Blacksmith Institute gehört Dalnegorsk bzw. Rudnaja Pristan zu den 30 verschmutztesten Orten der Welt („Dirty Thirty“; zeitweilig wurde es sogar in den „Top Ten“ geführt), was allerdings von russischer Seite, auch von Nichtregierungsorganisationen, angezweifelt wird.
Daneben gibt es Betriebe der Lebensmittelindustrie.